# Bortspolad
Bortspolad (engelska: Flushed Away) är en brittisk-amerikansk datoranimerad långfilm från 2006 i regi av David Bowers och Sam Fell, och producerades av Aardman Animations i samarbete med DreamWorks Animation.

## Handling
Råttan Roddy lever som husdjur i en tjusig våning i Kensington. När han en dag får besök av kloakråttan Sid, förändras hans liv då Sid spolar ner Roddy i toaletten.
Roddy hamnar i en kloakstad där han träffar Rita, vilken lovar att få hem honom i utbyte mot juveler. Den elaka paddan saboterar deras planer och de blir jagade av hans gäng. Rita har nämligen det som behövs för att förverkliga paddans plan att dränka alla råttor i staden.

## Om filmen
Filmen blev ett kommersiellt fiasko och fick mestadels negativa recensioner av pressen.

## Medverkande (i urval)
- Hugh Jackman – Roddy
- Kate Winslet – Rita
- Ian McKellen – padda
- Jean Reno – Le Frog
- Shane Richie – Sid
- Andy Serkis – Spike[4]

### Svenska röster
Filmen finns dubbad till svenska där bland annat följande personer medverkar:
- Fredde Granberg
- Nadja Weiss
- Raymond Björling
- Ola Forssmed
- Mats Bergman[5][6]